# Fernand Dineur
Fernand Dineur, né le 17 mai 1904 à Anderlecht (région de Bruxelles-Capitale) et mort le 26 mars 1958 à Diegem (province de Brabant), est un auteur de bande dessinée belge, pionnier du médium.

## Biographie
Fernand Dineur naît le 17 mai 1904 à Anderlecht, une commune bruxelloise. Il passe un an à l'Université libre de Bruxelles, puis devient agent territorial (cette fonction transparaîtra dans ses productions) pendant deux ans au Congo belge qu'il quitte après avoir contracté la malaria,. Après avoir été boucher, policier, représentant de commerce, Dineur se lance à la fin des années 1930 dans l'illustration pour la presse belge. Les Tribulations de Prosper, publiées dans Le Moustique, le fait remarquer par Jean Dupuis qui le contacte pour participer au lancement de son nouveau journal : Spirou. 
Il crée donc pour ce nouvel hebdomadaire la série Tif et Tondu, qu'il anime seul de 1938 (dès le premier numéro du périodique) à 1948. À cette date, il décide de poursuivre la publication dans Héroïc-Albums (un journal concurrent pour lequel il réalise onze épisodes), ce qui provoque l'ire de l'éditeur qui lui retire le dessin de la série et le confie à Will. Dineur écrivit cependant des scénarios pour celui-ci dans Spirou jusqu'en 1952.
Parmi ses autres créations, on trouve Les Enquêtes de Flup détective (1938-1946, Spirou), Les Exploits de Bib, Ripp, Fitt et Jop (1939-1940, Spirou), Poupoutte le clochard (1940, Le Soir et 1945, Jeep), Furette détective (1945, Bimbo), Cap Joc (?, Prenez-moi), Ric Détective puis Baron Louf (1948-1949, Héroïc-Albums). Il reprendra également pour ce périodique le personnage de Nant (apparu plus tôt dans Le Soir), sous forme d'un texte illustré, puis en bande dessinée en 1956. Il travailla également comme scénariste (Attila pour Cheneval) et collabora à Sans blague, etc.
En 1976, paraît une rétrospective en cinq volumes chez Deligne.
Selon Patrick Gaumer, Fernand Dineur a un style simple et lisible et reste un pionnier de la bande dessinée belge.
Il meurt le 26 mars 1958 à Diegem, à l'âge de 53 ans.

### Vie privée
Il avait un fils prénommé Paul.

## Publications

### Albums
- Bibor et Tribar et Tif et Tondu, Dupuis, 1940. Une aventure qui complète un récit de Rob-Vel[10].
- Nant policier, Gordinne, sans date[11]
- Filoche, maître fripon, Gordinne, sans date[12]

- Série Tif et Tondu, Dupuis, avec Will au dessin

1. Le Trésor d'Alaric, 1954, coscénario de Bermar[13]
2. Tif et Tondu en Amérique Centrale, 1954 (édition belge), 1956 (édition française)[13]
3. Oscar et ses mystères, 1956, coscénario de Ben (pseudonyme de Albert Desprechins)[13]

- Rétrospective Fernand Dineur, Michel Deligne, de juillet à octobre 1976

1. Les Prouesses de Cap Joc[14]
2. La Vallée perdue, aventure de Tif et Tondu parue dans Héroïc-Albums[15]

1. Jungle, aventure de Tif et Tondu parue dans Héroïc-Albums[15]
2. Coupe coupe, aventure de Tif et Tondu parue dans Héroïc-Albums[15]
3. Les Ombres de la mer, aventure de Tif et Tondu parue dans Héroïc-Albums[15].

- Les Aventures de Tif, Serge Algoet, 1980. Réédition à 350 exemplaires de la première aventure des deux héros[15].

- Série Tif et Tondu, Albino, avec Will au dessin, tirages de luxe à 325 exemplaires

1. La Villa Sans-Souci, 1982[15]
2. La Revanche d'Arsène Rupin, 1982[15].

### Collections publiques
Une œuvre de cet artiste est conservée au Centre belge de la bande dessinée et fait partie du patrimoine mobilier de la région Bruxelles-Capitale.

## Hommages
La ville de Charleroi a baptisé une rue  « Fernand Dineur » à Marcinelle en 2022. 

#### Livres
: document utilisé comme source pour la rédaction de cet article.
- Jean Van Hamme, Introduction à la bande dessinée belge, Bruxelles, Bibliothèque royale de Belgique, 1968, 80 p., ill. ; 26 cm (lire en ligne), p. 16[catalogue] publié à l'occasion de l'exposition La bande dessinée en Belgique, Bibliothèque Albert Ier, [Bruxelles], du 29 juin au 25 août 1968.
- Claude Moliterni, Histoire mondiale de la bande dessinée, Paris, P. Horay, 1989, 315 p., ill. ; 37 cm (ISBN 978-2705800970 et 2705801650, OCLC 300909966), p. 158, 162 lire sur Google Livres
- Henri Filippini, Dictionnaire de la bande dessinée, Paris, Bordas, 1989, 731 p., ill. ; 27 cm (ISBN 2-04-018455-4, OCLC 1244909550, BNF 35065653, présentation en ligne), p. 612.
- Jean Pirotte (dir.) et Luc Courtois, Du régional à l'universel. : L'imaginaire wallon dans la bande dessinée., Louvain-la-Neuve, Fondation wallonne Pierre-Marie et Jean-François Humblet, 1999, 310 p. (ISBN 978-2-9600072-3-7 et 2960007239, OCLC 1075833932), p. 220 lire sur Google Livres.
- Jacques Fiérain, « Dineur, Fernand », dans La BD à Bruxelles et en Brabant, Charleroi, Éd. l'Âge d'or, avril 2003, 144 p., ill. ; 31 cm (ISBN 9782960119664 et 2960119665, OCLC 470388171, présentation en ligne), p. 41.
- Patrick Gaumer, « Dineur, Fernand », dans Dictionnaire mondial de la BD, Paris, Larousse, 2010, 953 p., ill. ; 27 cm (ISBN 978-2-0358-4331-9 et 2-0358-4331-6, OCLC 920924930, présentation en ligne), p. 258. .
- Frans Lambeau, « Dineur (Fernand) », dans Dictionnaire illustré de la bande dessinée belge sous l'Occupation, Bruxelles, André Versaille, 2013, 334 p., ill. ; 21 cm (ISBN 978-2-87495-140-4 et 2874951404, OCLC 851512115, présentation en ligne), p. 96.
- Frans Lambeau, « Dineur, Fernand », dans Dictionnaire illustré de la bande dessinée belge : de la libération aux fifties (1945-1950), Liège, Les Éditions de la Province de Liège, 2016, 327 p., ill. ; 27 cm (ISBN 9782390100294 et 2390100295, OCLC 949771202, présentation en ligne), p. 93.
- François Ayrolles, « Fernand Dineur présente un duo », dans Moments clés du journal de Spirou 1937-1985, Marcinelle, Dupuis, coll. « Patrimoine », 2 mars 2018, 312 p., ill. ; 20,8 cm (ISBN 9782800171142 et 2800171146, OCLC 1034784873, présentation en ligne), p. 21-22
- Philippe Mellot, Michel Denni, Laurent Turpin et Isabelle Morzadec, Trésors de la bande dessinée : BDM 2021-2022 - Catalogue encyclopédique et Argus, Paris, Les Arènes, novembre 2020, 22e éd., 1700 p., ill. ; 23 cm (ISBN 9791037502582, OCLC 1240308146, présentation en ligne), p. 434, 781, 918, 1123, 1124. .